# 원피스 그랜드 배틀
《원피스 그랜드 배틀》(One Piece: Grand Battle!, 또는 스완 그랜드 배틀)은 일본의 제조회사 반다이가 제작한 게임으로, 만화 및 애니메이션 원피스를 배경으로 한 격투 게임이다.

## 게임 구조
처음에 시작할 때 기본 캐릭터로 루피, 조로 등 6명의 캐릭터가 주어지며, 유저의 능력에 따라 스모커 등 기타 캐릭터들을 추가로 얻을 수 있다. 캐릭터들은 저마다 2~3가지의 필살기를 소유하고 있다. 필살기를 사용하기 위해서는 공격을 해서 스태미너를 모아야 한다.

### 이벤트 배틀
이벤트 배틀은 밀짚모자 해적단이 네펠타리 비비와 함께 알라바스타 왕국을 바로크 워크스로부터 구하는 내용을 다루고 있다. 즉, 시나리오 모드이다.
게임은 총 6번을 하며, 단판승으로 겨뤄진다. 4번째 게임에서는 캐릭터가 아닌 쿵푸 듀공(원피스에서 등장하는 거북과 물개의 중간 동물)들과 싸우게 되며, 제한시간 동안 공격해 오는 쿵푸 듀공들을 쓰러뜨리면서 버텨야 한다.

### 그랜드 배틀
그랜드 배틀은 자신이 사용할 캐릭터와 상대방의 캐릭터를 자신이 직접 선택하여 게임을 하는 모드이다. 또한, 배경 지역도 선택할 수 있다. 뿐만 아니라 다른 유저와도 대결할 수 있다.

### 미니게임
미니게임은 제한시간 동안 쿵푸 듀공들과 싸우면서 기록을 세우는 모드이다.

## 등장하는 캐릭터

### 기본 캐릭터
- 몽키 D. 루피
- 롤로노아 조로
- 나미
- 우솝
- 상디
- 토니토니 쵸파

### 추가로 얻을 수 있는 캐릭터
- 타시기 (어려움 모드에서 루피로 이벤트 배틀 클리어 시 획득)
- 스모커 (어려움 모드에서 타시기로 이벤트 배틀 클리어 시 획득)
- Mr.2 봉쿠레 (어려움 모드에서 조로로 이벤트 배틀 클리어 시 획득)
- Mr.1 (어려움 모드에서 Mr. 2로 이벤트 배틀 클리어 시 획득)
- Miss.올 선데이 (어려움 모드에서 Mr. 2로 한번도 지지 않고 이벤트 배틀 클리어 시 획득)
- 크로커다일
- 포트거스 D. 에이스

## 평가
| 평론 점수 평론사 점수 GC PS2 1UP.com B [ 1 ] B [ 1 ] 패미츠 27/40 [ 2 ] 27/40 [ 2 ] 게임스팟 N/A 6/10 [ 3 ] 게임스파이 [ 4 ] [ 5 ] 게임존 N/A 6.8/10 [ 6 ] IGN 7/10 [ 7 ] 7/10 [ 7 ] 닌텐도 파워 6.5/10 [ 8 ] N/A 닌텐도 월드 리포트 5/10 [ 9 ] N/A OPM (US) N/A [ 10 ] 엑스플레이 [ 11 ] [ 11 ] 통합 점수 메타크리틱 67/100 [ 12 ] 69/100 [ 13 ] |        |        |
| 평론 점수 |        |        |
| 평론사 | 점수   | 점수   |
| 평론사 | GC     | PS2    |
| 1UP.com | B      | B      |
| 패미츠 | 27/40  | 27/40  |
| 게임스팟 | N/A    | 6/10   |
| 게임스파이 | [ 4 ]  | [ 5 ]  |
| 게임존 | N/A    | 6.8/10 |
| IGN | 7/10   | 7/10   |
| 닌텐도 파워 | 6.5/10 | N/A    |
| 닌텐도 월드 리포트 | 5/10   | N/A    |
| OPM (US) | N/A    | [ 10 ] |
| 엑스플레이 | [ 11 ] | [ 11 ] |
| 통합 점수 |        |        |
| 메타크리틱 | 67/100 | 69/100 |